# Foley (Minnesota)
Foley Minnesota Benton megyéjének fővárosa. A népessége a 2010-es népszámláláson 2603 fő volt, ma 2647 fő. Alapítójáról, John Foleyről nevezték el.

## Földrajza
A város területe 6.50 km2, amely mind szárazföld.
Az állami autópályák közül a Minnesota State Highway 23 és 25 halad át a városon.